# Années 190
Les années 190 couvrent la période de 190 à 199.

## Événements

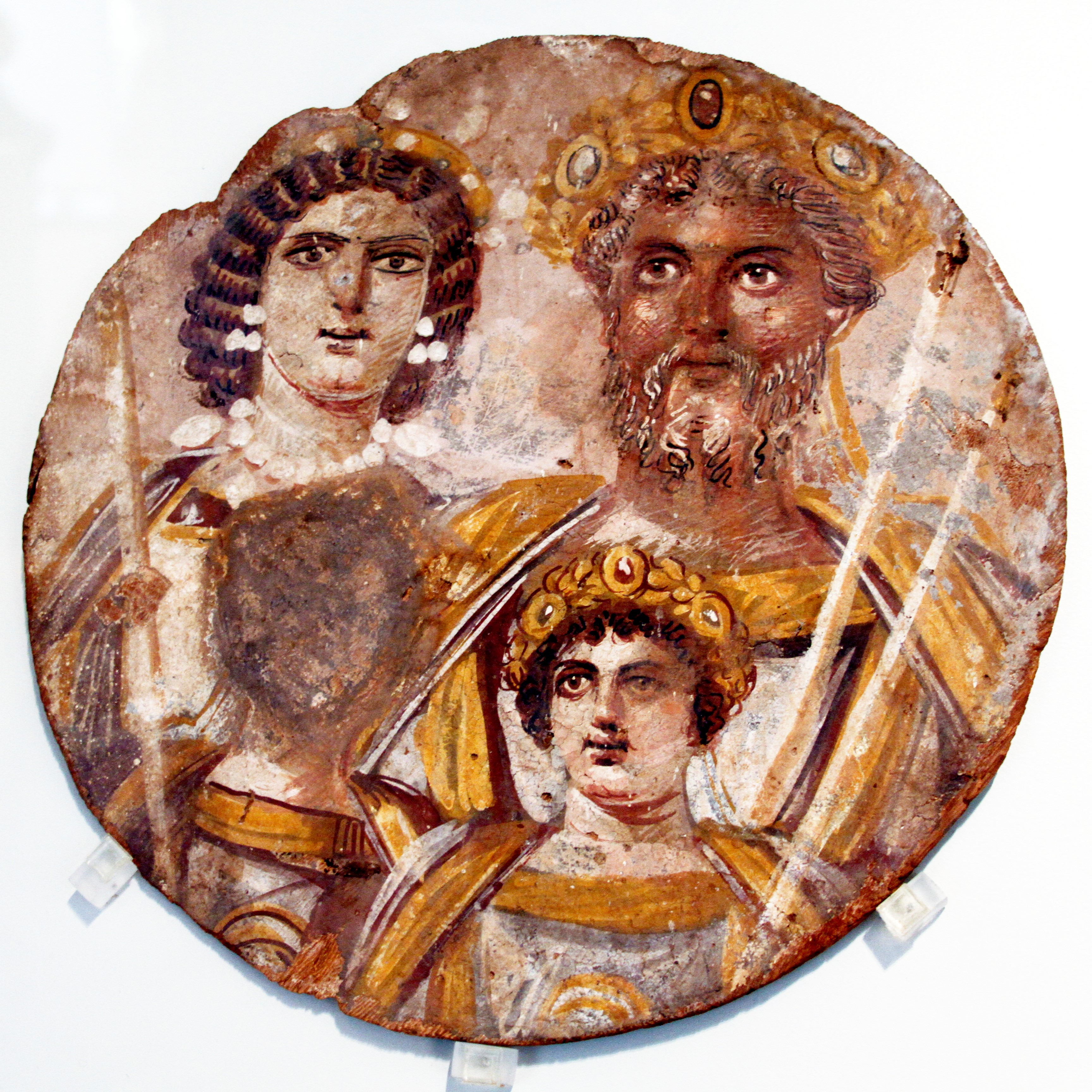
Le Tondo severiano : La famille de Septime Sévère.

- 192-193 : deuxième année des quatre empereurs ; guerre civile dans l'empire romain à la mort de Commode. Septime Sévère prend le pouvoir et fonde la dynastie des Sévères[1].
- 194-195 et 197-199 : campagnes de Septime Sévère contre les Parthes en Mésopotamie[2].
- 196-204 : le général Cao Cao se rend maître du bassin du fleuve Jaune et du Nord de la Chine[3].
- 197 : bataille de Lugdunum. Septime Sévère restaure l'unité de l'Empire romain[2].
- 197-198 : Septime Sévère lève le siège de Nisibe entrepris par Vologèse V, puis reprend Babylone, Séleucie du Tigre et la capitale des Parthes Ctésiphon. Il vainc les Parthes, le prince d’Adiabène et les Arabes (Siège de Hatra, en Haute Mésopotamie). Il étend l’Empire romain jusqu’à Ninive[2]. La Mésopotamie est partagée en deux provinces romaines, les provinces de Mésopotamie et d’Osroène au-delà de l’Euphrate.

- Début de l'apogée de l'Afrique romaine sous les Sévères (fin en 235). Carthage, Utique et Leptis Magna, reçoivent sous Septime Sévère ou sous Caracalla le droit italique, qui leur donne l'ensemble des avantages fiscaux de l'Italie[4].
- Sous le règne de Karikala (v. 190), les Chola prédominent dans l’extrême sud de l’Inde (côte de Coromandel). Ils commercent avec l’étranger par leur port de Puhar (en). Les successeurs de Karikala, divisés, ne peuvent garder le royaume conquis et les Chera dominent le pays dravidien[5].
- Après la défaite d'Albinus, la Bretagne, comme la Syrie, est partagée en deux provinces, Bretagne inférieure (capitale Eburacum) et Bretagne supérieure (capitale Deva), le long de la ligne allant de la Severn à la Humber. Septime Sévère abandonne le mur d'Antonin pour revenir à la ligne d’Hadrien dont il remanie et améliore les défenses[6].
- L’apologiste carthaginois Tertullien se convertit à Rome au christianisme, puis revient à Carthage pour aider ses coreligionnaires. Il est actif entre 196 et 222 environ[7].

## Personnages significatifs
- Clodius Albinus
- Commode (empereur)
- Didius Julianus
- Dong Zhuo
- Han Xiandi
- Irénée de Lyon
- Pertinax
- Pescennius Niger
- Septime Sévère
- Victor Ier
- Zhang Lu (seigneur de la guerre)